# Ivan Ivanovič Martinov
Ivan Ivanovič Martinov, in russo Ива́н Ива́нович Марты́нов? (Perevoločna, 1771 – San Pietroburgo, 1833), è stato un botanico e filologo russo.